# Ernst Ruska
Ernst August Friedrich Ruska (25. prosince 1906 Heidelberg – 27. května 1988 Berlín) byl německý fyzik.
V roce 1986 spoluobdržel Nobelovu cenu za fyziku za zásadní práci v elektronové optice a za návrh prvního elektronového mikroskopu. V témže roce ji dostali Gerd Binnig a Heinrich Rohrer za objev řádkovacího tunelového mikroskopu (STM).
V roce 1968 byl oceněn Medailí Rudolfa Diesela.